# ابینا، کاناگاوا
ابینا در استان کاناگاوا در کشور ژاپن واقع شده است  که دارای جمعیت ۱۲۶٬۰۳۵ نفر و مساحت ۲۶٫۴۸ کیلومتر مربع با تراکم جمعیت ۴٬۷۶۰  نفر در کیلومترمربع است و در تاریخ ۱ نوامبر ۱۹۷۱ به عنوان شهر شناخته شد.